# Врбов
Врбов (словац. Vrbov) — село и одноимённая община в районе Кежмарок Прешовского края Словакии. В письменных источниках начинает упоминаться с 1251 года.

## География
Село расположено в западной части края, у подножия горного массива Левочске-Врхи, в долине Врбовского потока, при автодороге 536. Абсолютная высота — 654 метра над уровнем моря. Площадь муниципалитета составляет 19,3 км².

## Население
| Год:                | 1994 | 2004    | 2014     | 2024    |
| ------------------- | ---- | ------- | -------- | ------- |
| Количество человек: | 1165 | 1224    | 1455     | 1525    |
| Разница:            |      | +5,06 % | +18,87 % | +4,81 % |

По данным последней официальной переписи 2011 года, численность населения Врбова составляла 1395 человек.
Национальный состав населения (по данным переписи населения 2011 года):
| Национальность | Численность, человек |
| -------------- | -------------------- |
| словаки        | 1229                 |
| цыгане         | 51                   |
| венгры         | 3                    |
| немцы          | 2                    |
| русины         | 1                    |
| чехи           | 1                    |
| поляки         | 1                    |
| русские        | 1                    |
| другие         | 2                    |
| не указана     | 99                   |